# Lena Sender
Lena Sender (* 2. Juli 1997 in Bad Friedrichshall) ist eine ehemalige deutsche Fußballspielerin, die für den VfL Sindelfingen in der Bundesliga spielte.

## Karriere

### Verein
Sender startete ihre Karriere im Alter von fünf Jahren Karriere dem FC Obersulm. Nach Stationen beim FC Heilbronn und den SC Abstatt, kam sie 2010 in die C-Jugend der TSG 1899 Hoffenheim. Sie wechselte nach guten Leistungen für die U-17 von Hoffenheim, im Sommer 2013 zum Bundesliga-Team VfL Sindelfingen. Dort feierte sie am 15. September 2013 ihr Bundesliga-Debüt gegen den 1. FFC Turbine Potsdam, als sie in der 65. Minute für Anja Selensky eingewechselt wurde.

### Futsal
Sender spielte bis zu ihrem Wechsel nach Hoffenheim im Juli 2010, neben dem Fußball aktiv Futsal auf Juniorenebene für die FG Unterland.